# Пицель, Иван
Иван Пицель (хорв. Ivan Picelj, 28 июля 1924; Окучани — 22 февраля 2011; Загреб) — хорватский современный художник, скульптор и графический дизайнер.
Пицель разработал специфическую вариацию геометрической абстракции в хорватской живописи, используя основные цвета и сводя формы к геометрическим элементам. С 1957 года он создавал скульптуры и барельефы из дерева и металла. Приумножение основной пластиковой единицы в пределах стандартной сетки стало одной из отличительных черт его творчества.
Иван Пицель был одним из основателей и членов группы EXAT 51, в которую в период 1950—1956 годов входили архитекторы Венцеслав Рихтер, Бернардо Бернарди, Здравко Бреговац, Божидар Рашица и Владимир Захарович, а также художники Владо Кристл и Александр Срнец. Он также был членом Студии промышленного дизайна — SIO (1956). Пицель является одним из основателей движения «Новые тенденции», участвуя в постановке и экспонировании на выставках «Новых тенденций» в Загребе с 1961 по 1967 год. Художник также провёл много времени в Париже, где сотрудничал с Галереей Дениза Рене. Кроме того, Пицель пробовал себя в области графического дизайна (плакаты и книги), начиная с середины 1960-х годов, и опубликовал четыре графические карты: «8 seriographies» (1957), «Программируемое произведение» (фр. Oeuvre programmeé, 1966), «Циклофория» (фр. Cyclophoria, 1971) и «Элементарная геометрия» (фр. Géométrie élémentaire, 1973). Он организовал первую выставку промышленного дизайна в Загребе в 1955 году и помогал в проектировании югославских павильонов для национальных и международных выставок.
Произведения Пицеля выставлялись на множестве персональных (с 1952 года) и групповых выставках, таких как Венецианская биеннале (1969 и 1972), «Век авангардного искусства в Центральной и Восточной Европе» (Бонн, 1994), «Конструктивизм и кинетическое искусство» (Загреб, 1995), «Иван Пицель — графический художественный опус 1957—2003» в Международном центре графических искусств (MGLC) в Любляне (2003), «Пицель» в Галерее Дениз Рене (Рив Гош, Париж, 2008). Его работы ныне являются частью коллекций Музея современного Искусства в Риеке, Музея современного искусства в Загребе, Художественного музея Лодзи, Международного центра графического искусства в Любляне, Нью-Йоркского музея современного искусства. Многие произведения Пицеля также принадлежат многим частным коллекциям, таким как Коллекция Филипп Трейд (Хорватия). В 1984 году удостоен премии Загреба. В 1994 году он был удостоен премии Владимира Назора за значительные жизненные достижения.
Иван Пицель родился в хорватском местечке Окучани, а умер в Загребе.